# کارل لودویگ زیگل
کارل لودویگ زیگل (آلمانی: Carl Ludwig Siegel; ۳۱ دسامبر ۱۸۹۶ – ۴ آوریل ۱۹۸۱) یک دانشمند در زمینه نظریه اعداد اهل آلمان بود.
وی همچنین برنده جوایزی همچون جایزه ولف در ریاضی شده‌است.